# Univé World on Wheels-skeelercompetitie Klim van Steenwijk 2006
Op 10 mei werd de Klim van Steenwijk verreden. De Klim van Steenwijk is een jaarlijks terugkerende wedstrijd, onderdeel is van de Univé World on Wheels-skeelercompetitie. De Klim is de derde etappe in de reeks. Eerder werden al wedstrijden verreden in Brakel en Emmeloord. De wedstrijd werd georganiseerd door Skeelercomité Steenwijk onder de auspiciën van de Skatebond Nederland
Het parcours van de wedstrijd is 2,4 kilometer lang, waarbij de finish heuvel op is. Deze heuvel is in de traditie de scherprechter. Door de jaren heen is gebleken dat op de heuvel vaak de beslissende demarrage wordt geplaatst. De wedstrijd wordt verreden over 45 minuten plus twee ronden.
Sjoerd Huisman heeft de editie van 2006 op zijn naam geschreven. Het was de tweede overwinning voor de 19-jarige Nefitrijder uit Andijk. Eerder won hij al in Brakel. Sjoerd Huisman was de snelste in een kopgroep van acht. De Belg Dimitri Deboel werd voor Ingmar Berga tweede. De kopgroep is ontstaan in het laatste kwartier van de wedstrijd. Op de finish waren er nog maar 8 van overgebleven.
Onder de deelnemers was ook Mark Tuitert van de DSB-ploeg te vinden. De Europees Kampioen all-round schaatsen van 2003 rijdt in de zomer veel skeelerwedstrijden om hard te worden. Hij finishte uiteindelijk op plaats 18.

## Uitslag Heren, Categorie A, Top 10
1. Sjoerd Huisman
2. Dimitri Deboel
3. Ingmar Berga
4. Arjan Mombarg
5. Roy Boeve
6. Geert Plender
7. Herman van der Wal
8. Stijn van Hove
9. Roel van Hest
10. Gary Hekman

## Uitslag Dames, Top 10
1. Angeline Thomas
2. Hilde Goovaerts
3. Jelena Peeters
4. Jessica Gaudesaboos
5. Anniek ter Haar
6. Carla Zielman
7. Sigrid ter Haar
8. Anrea Sikkema
9. Ellen Waijer
10. Yvonne Spigt